# Baloji
Pour les articles homonymes, voir Baloji (homonymie).
Baloji est un rappeur, chanteur et auteur-compositeur congolo-belge, né le 12 septembre 1979 à Lubumbashi au Zaïre (aujourd'hui en République démocratique du Congo) ayant grandi à Liège. Il est anciennement connu comme MC Balo au sein du groupe Starflam.
En solo, il chante en français. En 2008, il publie son premier album solo, Hotel Impala, certifié disque d'or et doublement récompensé aux Octaves de la musique. Il est suivi par un deuxième album solo, Kinshasa succursale, en 2010 et d'un EP solo intitulé 64 Bits and Malachite en 2015. En mars 2018 il sort son album 137 Avenue Kaniama. Plus récemment, il est multirécompensé pour son court-métrage Zombies.

## Biographie

### Enfance et début de carrière
Baloji signifie en swahili,, « homme de science » et « sorcier » au pluriel. Né d'une liaison illégitime, Baloji Tshiani quitte sa mère à 3-4 ans et part avec son père pour la Belgique, qui s'installe d'abord à Ostende, puis à Liège,. Baloji, qui ne s'exprimait qu'en swahili, se sent étranger à son entourage. « C'est ici que j'ai appris le français. J'étais le seul Noir de la classe, plus une attraction qu'un problème. Jusqu'à l'âge de 6 ans, l'école a été le seul endroit où je parlais », explique-t-il.
Il s'éloigne du milieu familial et quitte la maison à 15 ans. En maison pour jeunes, il s'investit dans le rap, fait la rencontre de jeunes rappeurs et forme avec eux le groupe Starflam. À la suite de divergences, Baloji quitte le groupe en 2004 et la musique. Il explique : « Après notre album Survivant, nous n’avions plus de manager, donc on se gérait nous–mêmes. La démocratie dans un groupe, je ne pense pas que ce soit possible… (sourire) On n’a jamais eu de leader, quelqu’un qui prenait les décisions. Le fait de s’être réparti les tâches a tout rendu très difficile, c’était ingérable. On ne peut pas être joueur et entraîneur en même temps. De plus, je pensais avoir tout dit… On a connu le succès avec Survivant, puis l’échec avec Donne-moi de l’amour, et ça a encore compliqué les choses. » C'est une lettre de sa mère, qu'il n'a plus vue depuis 1981, ainsi qu'un concours de poésie gagné à Paris qui le poussent à revenir dans le milieu.
Quatre ans plus tard, en 2008, il publie son premier album solo, Hotel Impala, qui est une réponse à la lettre de sa mère, où il raconte l'histoire de sa vie. L'album est certifié disque d'or et doublement récompensé aux Octaves de la musique 2008 (chanson française et artiste de l'année),. Il participe à un concert parisien le 5 avril 2008 à La Cigale, dans le cadre du festival Blue Note.
Le 27 janvier 2010, il publie son deuxième album solo, Kinshasa succursale, jour anniversaire de la table ronde congolaise dont Indépendance Cha Cha fut l’hymne et l’emblème interafricain,.
En 2015, il publie un nouvel EP intitulé 64 Bits and Malachite. Il reçoit également l'octave Musiques urbaines lors des Octaves de la musique 2015. En 2017, son titre L’Hiver indien est présent dans la bande son du jeu FIFA 18.
En janvier 2018, il est récompensé dans la catégorie concert, au D6Bels Music Awards de la RTBF. Le 23 mars 2018, il publie son troisième album solo, 137 Avenue Kaniama. Il se verra décerner l'octave musiques du monde pour cet album lors des Octaves de la musique. Le morceau Peau de chagrin - Bleu de nuit, extrait de l'album, est accompagné d'un clip réalisé par l'artiste. L'année suivante, il gagnera un autre octave, celui du spectacle/concert de l'année.
Son premier long métrage de fiction Augure (Omen) est sélectionné en première mondiale et primé au Festival de Cannes 2023 dans la section Un certain regard.

## Discographie

### Albums studio
- 2008 : Hotel Impala
- 2011 : Kinshasa succursale
- 2018 : 137 Avenue Kaniama

### EP
- 2015 : 64 Bits and Malachite

## Filmographie

### En tant que réalisateur
- 2018 : Kaniama show, 23 min, une satire de TV étatique[12]
- 2019 : Zombies, 14 min (RDC, Belgique), intégré au long métrage Afrofuturistik[11]
- 2023 : Augure, 90 min (RDC, France, Belgique, Pays-Bas, Allemagne, Afrique du Sud)[11]

### En tant qu'acteur
- 2011 : Bullhead (Rundskop)
- 2017 : Hoe kamelen leeuwen worden
- 2019 : Binti

## Participations
- 2009 : Yuri Buenaventura ft. Baloji : No Pasa Nada, sur l'album Cita Con La Luz

## Distinctions
- Chevalier de l'ordre des Arts et des Lettres (2024)[13]
- Citoyen d'honneur de Liège (2024)[14]

### Prix pour ses compositons
Prix Spécial du Jury au Festival international du film francophone de Namur pour Kaniama show

Prix & festivals pour ZOMBIES :
- 2020 :

Prix Festivals Connexion Auvergne-Rhône-Alpes / Festival international du court métrage de Clermont-Ferrand, France
Best Experimental Short / Guanajuato International Film Festival, Mexique
International Film Festival Rotterdam, Pays-Bas
Festival Internacional de Curtas Metragens de São Paulo, Brésil
- 2019 :

Principal Prize / International Short Film Festival Oberhausen, Allemagne
BFI London Film Festival
Best International Short / Tourne-Film Festival Lausanne, Suisse
Best cinématography / Ostend Film Festival, Belgique
Best Experimental Short / Nova Frontiere Film Festival, USA
Best Music Award / Bucharest International Dance Film festival, Romania
Grand Prix du Jury et Prix du Public / 25 FPS Festival, Croatie
Best Film - catégorie EMERGING / Los Angeles Fashion Film Festival, USA
Best Styling in Video in association with i-D / UK Music Awards, Royaume-Uni
Award Of Merit / Global Short, USA 
Honorable Mention: Experimental Film / Florence Film Awards, Italy
Marcin Prize From Young Jury People / International Young Audience Film Festival Ale Kino, Pologne
Streaming film of the Year / MUBI Audience awards 2019
Prix & festivals pour AUGURE :
Festival de Cannes 2023 : Un Certain Regard - Prix de la nouvelle voix
Festival international du film de Munich 2023 : CineRebels Award
Festival du film francophone d'Angoulême 2023 : Valois de la mise en scène

BALOJI
- Nommé dans la catégorie « Meilleur espoir masculin » aux Magritte du cinéma en 2020 pour son rôle dans le film Binti

- Nommé aux D6bels Music Awards en 2020 dans les catégories :

- Artiste solo Masculin de l’année
- Concert de l’année